# Weierstrassovo kritérium stejnoměrné konvergence
Weierstrassovo kritérium stejnoměrné konvergence je v matematice kritérium pro určování, zda nekonečná řada funkcí konverguje stejnoměrně a absolutně. Používá se na řady, jejichž členy jsou funkce s reálnými nebo komplexními hodnotami, a je analogií srovnávacího kritéria pro určování konvergence řad reálných nebo komplexních čísel.

## Tvrzení
Weierstrassovo kritérium stejnoměrné konvergence.
Předpokládejme, že {fn} je posloupnost reálných nebo komplexních funkcí definovaných na množině A a že existuje posloupnost kladných čísel {Mn} taková, že
{\displaystyle \forall n\geq 1,\forall x\in A:\ |f_{n}(x)|\leq M_{n},}
{\displaystyle \sum _{n=1}^{\infty }M_{n}<\infty }
Pak řada
{\displaystyle \sum _{n=1}^{\infty }f_{n}(x)}
konverguje absolutně a stejnoměrně na A.
Poznámka: Výsledek se často používá v kombinaci s limitní větou pro stejnoměrnou konvergenci. Společně říkají, že pokud kromě výše uvedených podmínek je množina A topologickým prostorem a funkce fn jsou spojité na A, pak řada konverguje ke spojité funkci.

## Zobecnění
Obecnější verze Weierstrassova kritéria stejnoměrné konvergence platí, jestliže cílová množina funkcí {fn} je jakýkoli Banachův prostor, v tomto případě výraz
{\displaystyle |f_{n}(x)|\leq M_{n}}
může být nahrazen výrazem
{\displaystyle \|f_{n}(x)\|\leq M_{n}},
kde {\displaystyle \|\cdot \|} je norma na Banachově prostoru. Pro příklad použití tohoto kritéria na Banachův prostor viz článek Fréchetova derivace.

## Důkaz
Uvažujme posloupnost funkcí
{\displaystyle S_{n}(x)=\sum _{k=1}^{n}f_{k}(x)}
Protože řada {\displaystyle \sum _{n=1}^{\infty }M_{n}} konverguje a Mn ≥ 0 pro každé n, pak podle Cauchyova kritéria konvergence
{\displaystyle \forall \varepsilon >0:\exists N:\forall n>m>N:\sum _{k=m+1}^{n}M_{k}<\varepsilon .}
Pro zvolené N platí
{\displaystyle \forall x\in A:\forall n>m>N}
{\displaystyle \left|S_{n}(x)-S_{m}(x)\right|=\left|\sum _{k=m+1}^{n}f_{k}(x)\right|{\overset {(1)}{\leq }}\sum _{k=m+1}^{n}|f_{k}(x)|\leq \sum _{k=m+1}^{n}M_{k}<\varepsilon .}
Tedy posloupnost částečných součtů řady konverguje stejnoměrně. Z definice proto řada {\displaystyle \sum _{k=1}^{\infty }f_{k}(x)} konverguje stejnoměrně.
Pozn: Nerovnost (1) vyplývá z trojúhelníkové nerovnosti.